# Українсько-буркінабські відносини
Українсько-буркінабські відносини — відносини між Україною та Республікою Буркіна-Фасо .
Буркіна-Фасо визнала незалежність України 16 січня 1992 року. Країни встановили дипломатичні відносини 6 лютого 1992 року.
Інтереси громадян України в Республіці Буркіна-Фасо захищає Посольство України в Тунісі.

## Історія
В березні 1995 року в Копенгагені відбулася неофіційна бесіда Президентів України і Буркіна-Фасо у рамках Всесвітньої зустрічі на найвищому рівні в інтересах соціального розвитку.
В травні 2011 року в Стамбулі відбулася зустріч Міністрів закордонних справ.
Після перевороту в Буркіна-Фасо 2022 року, Україна заявила, що "присутність російських найманців у Західній Африці суттєво підриває її мир і безпеку, вони мають залишити регіон".

## Торгівля
У 2021 р. двосторонній товарообіг складався майже повністю з українського експорту та становив 30,07 млн дол. США. Україна експортувала переважно чорні метали, добрива, продукцію борошномельно-круп’яної промисловості, зернові.